# Don't worry be happy (televisieserie)
Don't worry be happy is een Vlaamse tv-serie en reportage die de verhalen volgt van bijzondere Vlamingen die gelukkig zijn met weinig geld. De serie kent vier seizoenen. De serie wordt sinds 11 april 2019 uitgezonden op de Vlaamse zender Play4. Het is genoemd naar het liedje met dezelfde naam van zanger Bobby McFerrin.

## Productie
Peter Boeckx, de tv-maker van The Sky Is The Limit, wou oorspronkelijk de tegenovergestelde wereld opzoeken van een rijke levensstijl. Tijdens de serie veranderde hij zijn eigen levensstijl, zo verkocht hij zijn Porsche.

## Personen die worden gevolgd

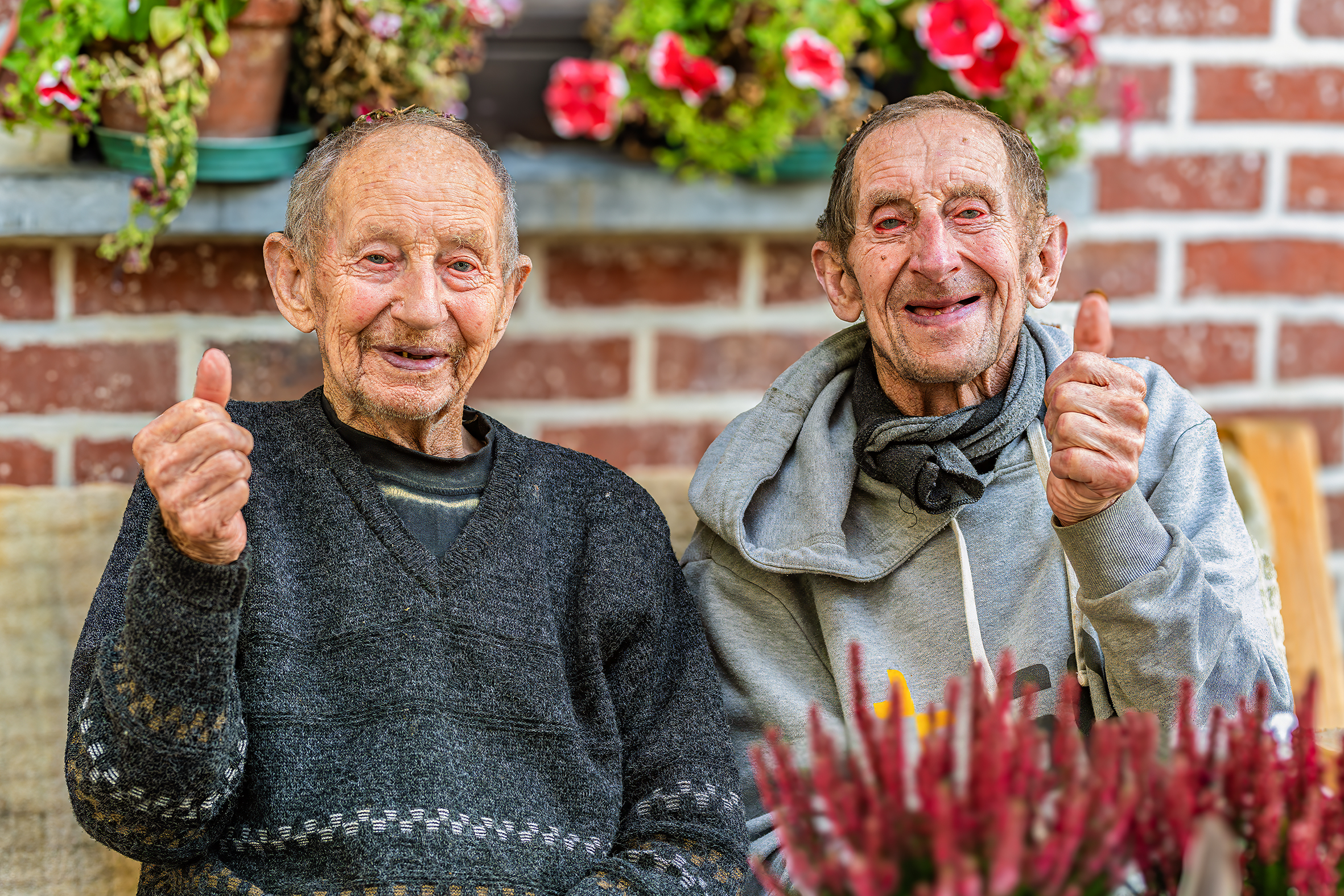
Louis en Hubert

- Louis en Hubert Robberechts, twee hoogbejaarde broers die in hun ouderlijke boerderij in Opwijk leven. Louis overleed op 23 januari 2025.[2]
- "De Davidsons", samengesteld gezin met elf kinderen. Vader Eddy en zijn gezin zijn gepassioneerd door Harley-Davidson.
- Evert, een voormalig architect die onder andere de Ghelamco Arena ontwierp. Hij leeft samen met zijn "ladies", zijn twee paarden Princess en Trust.
- Philippe en Justine, een voormalig rijk koppel en nieuw samengesteld gezin met zes kinderen die in een caravan wonen.
- Antoon, stopte lang geleden met werken om volledig van zijn muziek te leven. Hij telt elke cent en betaalde nog nooit belastingen.
- Didier "Didi" Boschmans, een straathoekwerker die ook een uitlaat- en opvangdienst voor honden heeft.
- Tim en Valery, een koppel dat met hun dochtertje Fenna in een omgebouwde Amerikaanse schoolbus woont en zo de wereld rondreist.
- Floris Smet, eigenzinnige kunstenaar wiens favoriete maaltijd Pedigree met frieten is.[3]
- Jo Lernout, ondernemer die alles verloor. Hij hertrouwde en leeft samen met de Filipijnse Annie en hun dochter Stephanie.
- Fons Oerlemans en zijn Nederlandse vrouw Kee, zeereiziger en avonturier.[4]
- Willy Vanwinckelen en Wim Roziers, het eerst gehuwde homokoppel in Vlaanderen. Willy baat een café uit in Berlaar.
- Nathan en Kelly, een koppel met tien kinderen en veertien huisdieren.
- Jan Bucquoy, filmregisseur en anarchist.
- Jean-Pierre Letienne, moderne nomade.
- Marieke Van Coppenolle, erfde van haar opa een stuk bos in Lille. Ze bouwde er een plek waar mensen met een burn-out terecht kunnen.
- Jan Degraeuwe en Sandy Saelens, ze zorgen samen voor tien kinderen terwijl ze hun eigen alles-in-éénwinkel hebben.
- Sugar Jackson, een voormalig professioneel bokser. Hij woont samen met zijn vrouw Tania en hun kinderen Ebenezer en Isabeau in Wijnegem.
- Miel Moris, een zeventiger die op 22-jarige leeftijd bijna zijn rechterbeen verloor.
- Peter Clerckx, een man die al elf jaar zonder geld probeert te leven.
- Sabrina Van Steenbergen, een alleenstaande moeder die met haar drie tienerdochters Lavinia, Annacksu en Marmara in Kontich woont.
- Karin Peute en Steven, een gezin die met hun kinderen Stevo en Quintina en hun 2 kamelen Big Iwan en Betty in Poederlee wonen.
- Tsjoes, Makko en Okkam, een gezin dat in een boerderij in Poppel woont.

### Overzicht seizoenen
| Personen               | Seizoen 1 | Seizoen 2 | Seizoen 3 | Seizoen 4 |
| ---------------------- | --------- | --------- | --------- | --------- |
| Louis en Hubert        |           |           |           |           |
| De "Davidsons"         |           |           |           |           |
| Evert                  |           |           |           |           |
| Philippe en Justine    |           |           |           |           |
| Antoon                 |           |           |           |           |
| Didi                   |           |           |           |           |
| Tim en Valery          |           |           |           |           |
| Floris                 |           |           |           |           |
| Jo Lernout en Annie    |           |           |           |           |
| Willy en Wim           |           |           |           |           |
| Fons en Kee            |           |           |           |           |
| Nathan en Kelly        |           |           |           |           |
| Marieke                |           |           |           |           |
| Jan Bucquoy            |           |           |           |           |
| Jean-Pierre            |           |           |           |           |
| Jan en Sandy           |           |           |           |           |
| Sugar Jackson          |           |           |           |           |
| Miel                   |           |           |           |           |
| Peter                  |           |           |           |           |
| Sabrina                |           |           |           |           |
| Karin en Steven        |           |           |           |           |
| Tsjoes, Makko en Okkam |           |           |           |           |

## Afleveringen
Seizoen 1
| Afl. | Aantal kijkers (Live) | Uitzenddatum België |
| ---- | --------------------- | ------------------- |
| 1    | 421.069               | 11 april 2019       |
| 2    | 325.179               | 18 april 2019       |
| 3    | 373.667               | 25 april 2019       |
| 4    | 395.837               | 2 mei 2019          |
| 5    | 414.625               | 9 mei 2019          |
| 6    | 358.435               | 16 mei 2019         |
| 7    | 401.361               | 23 mei 2019         |
| 8    | 365.387               | 30 mei 2019         |

Seizoen 2
| Afl. | Aantal kijkers (Live) | Uitzenddatum België |
| ---- | --------------------- | ------------------- |
| 1    | 379.009               | 17 februari 2021    |
| 2    | 427.035               | 24 februari 2021    |
| 3    | 446.771               | 3 maart 2021        |
| 4    | 488.134               | 10 maart 2021       |
| 5    | 474.325               | 17 maart 2021       |
| 6    | 491.660               | 24 maart 2021       |
| 7    | 684.803               | 31 maart 2021       |
| 8    | 674.681               | 7 april 2021        |
| 9    | 435.550               | 15 april 2021       |

Seizoen 3
| Afl. | Aantal kijkers (Live) | Uitzenddatum België |
| ---- | --------------------- | ------------------- |
| 1    | 408.630               | 27 januari 2022     |
| 2    | 341.192               | 3 februari 2022     |
| 3    | 338.110               | 10 februari 2022    |
| 4    | 367.596               | 17 februari 2022    |
| 5    | 337.402               | 24 februari 2022    |
| 6    | 276.935               | 3 maart 2022        |
| 7    | 310.531               | 10 maart 2022       |
| 8    |                       | 17 maart 2022       |
| 9    | 334.645               | 24 maart 2022       |

Seizoen 4
| Afl. | Aantal kijkers (Live) | Uitzenddatum België |
| ---- | --------------------- | ------------------- |
| 1    | 403.505               | 16 april 2024       |
| 2    | 442.428               | 23 april 2024       |
| 3    | 404.295               | 30 april 2024       |
| 4    | 406.071               | 7 mei 2024          |
| 5    | 340.270               | 14 mei 2024         |
| 6    | 422.283               | 21 mei 2024         |
| 7    | 411.354               | 28 mei 2024         |
| 8    | 225.534               | 4 juni 2024         |

## Ontvangst
De serie wordt beschouwd als een tegenpool van The Sky is the Limit.
Het Nieuwsblad noemde een scène waarin Floris zich aan het wassen was in een afvalcontainer, zuinig en uitgebreid toonde hoe hij op de waterfactuur bespaart.